# Coffins
Coffins est un groupe de doom/death metal japonais fondé en 1996 à Tokyo. Sa discographie comprend plusieurs albums, mais aussi beaucoup d'autres formats, en particulier des splits avec des groupes de diverses nationalités.

## Histoire
En 2008, Coffins donne une série de dates aux États-Unis en compagnie de The Endless Blocade pour promouvoir son troisième album, Buried Death. La mini tournée se conclut par un concert au Maryland Deathfest. Ils reviennent sur le territoire américain en tête d'affiche le printemps suivant. En 2010 ils se produisent de nouveau au Maryland Deathfest puis en Australie en septembre.
En Février 2011 Coffins signe avec Relapse Records. En avril ils effectuent leur première tournée européenne en compagnie de Sourvein et se produisent dans le cadre du Roadburn Festival. Ils effectuent une nouvelle tournée européenne, cette fois en tête d'affiche, au printemps 2012.  En 2013 ils enregistrent leur quatrième album, intitulé The Fleshland. Durant l'été ils participent à plusieurs festivals parmi lesquels le Party.San, le Brutal Assault et le Ieperfest. En 2014 le groupe tourne de nouveau aux États-Unis et participe pour la troisième fois au Maryland Deathfest. L'année suivante ils jouent au Hellfest.

## Membres

### Membres actuels
- Bungo Uchino - batterie (1996-1997), puis guitare, chant (depuis 1998)
- Satoshi Hikida - batterie (depuis 2011)
- Jun Tokita - chant (depuis 2013)
- Masafumi Atake - basse, chant (depuis 2015)

### Anciens membres
- Yoshiaki Negishi (Church of Misery) - basse, chant (1996), puis chant (1997-2000)
- Aniki - guitare (1996-1998)
- Hirai - basse (1997-2000)
- You - batterie (1998-2000, 2002-2009)
- Nobuyuki Sentou - basse (2002-2005)
- Takuya Koreeda - basse, chant (2006-2015)
- Ryo Yamada - batterie (2010-2011), puis chant (2011-2013)

## Discographie

### Albums studio
- 2005 : Mortuary in Darkness
- 2006 : The Other Side of Blasphemy
- 2008 : Buried Death
- 2013 : The Fleshland
- 2019 : Beyond the Circular Demise
- 2024 : Sinister Oath

### EPs
- 2012 : Sewage Sludgecore Treatment
- 2012 : March of Despair
- 2015 : Craving to Eternal Slumber
- 2016 : Noise Room Sessions 2014

### Albums live
- 2013 : Live in Japan

### splits
- 2005 : Self-Deprecation and Loathing / Torture (split avec Mala Suerte)
- 2007 : Coffins / Otesanek
- 2007 : Cianide / Coffins
- 2007 : Coffins / The Arm and Sword of a Bastard God
- 2007 : D.D.D.H. - Doomed to Death, Damned in Hell (split avec Anatomia et Grudge)
- 2008 : The Cracks of Doom (split avec XXX Maniak)
- 2008 : Coffins / Skullhog
- 2009 : Coffins / Spun in Darkness
- 2009 : Eat Your Shit / Lobotomized (split avec Lobotomized)
- 2010 : Stormcrow / Coffins 	Split 	2010
- 2010 : Hooded Menace / Coffins
- 2010 : Coffins / Warhammer 	Split 	2010
- 2010 : Grotesque Messiah / Foxy Lady (split avec Disgrace)
- 2012 : Dingy Haunt / Axes of Vengeance (split avec Sourvein)
- 2012 : In Quarantine with Death (split avec Macabra)
- 2013 : Noothgrush / Coffins
- 2015 : Unholy Grave / Coffins
- 2015 : Coffins / Butcher ABC
- 2016 : Coffins / Ilsa

### Compilations
- 2005 : Sacrifice to Evil Spirit
- 2011 : Ancient Torture
- 2015 : Perpetual Penance